# بوم پرنسیپیو
بوم پرنسیپیو (به پرتغالی: Bom Princípio) یک منطقهٔ مسکونی در برزیل است که در ریو گرانده جنوبی واقع شده‌است. بوم پرنسیپیو ۱۴٬۲۵۵ نفر جمعیت دارد.